# Santiago (Costa Rica)
La villa de Santiago (Costa Rica) es un asentamiento de españoles fundada en noviembre de 1543 en las márgenes del río Suerre o Reventazón, seis millas aguas arriba de su desembocadura. La población fue fundada por el gobernador de la provincia de Nueva Cartago y Costa Rica, Diego Gutiérrez y Toledo, en unas chozas que los indígenas de la región habían abandonado. Su primer cabildo estuvo integrado por el capitán Pedro Ruiz, Juan García Pacheco, García Osorio, Francisco Calado, Luis Carrillo de Figueroa y Alonso de Baena. El 22 de noviembre de 1543, el gobernador dirigió una carta al emperador Carlos V para anunciarle la fundación de la villa.
Gutiérrez recibió en la villa de Santiago la visita de algunos señores indígenas de las vecindades, que le hicieron un obsequio de objetos de oro bajo, valorados en unos setecientos ducados, y posteriormente enviaron víveres a la población. Sin embargo, a principios de 1544 la mayoría de los expedicionarios decidió desertar y una noche casi todos abandonaron Santiago. Al verse prácticamente, el gobernador y los pocos hombres que permanecieron con él decidieron retirarse hacia la costa. Allí recibió un socorro inesperado con la llegada de un bergantín cargado de gente, municiones y víveres que le enviaban desde Nicaragua, y decidió remontar nuevamente el río Suerre, pero no repobló la abandonada villa de Santiago, sino que fundó a unas veinticuatro millas del antiguo emplazamiento de ésta otra población con el nombre de ciudad de San Francisco.